# Пухирчик облиснений
Пухирчик облиснений (Diphyscium foliosum) — вид мохів порядку буксбауміальних (Buxbaumiales).

## Поширення
Батьківщиною є Європа, Макаронезія, Північна Америка, Азія.
Населяє береговий ґрунт і ґрунт лісової підстилки, також росте у тундрі; від низьких до помірних висот (50–1000 м).

## Характеристика
Рослини від темно-зелених до коричнево-зелених, тьмяні, утворюють жорсткі пучки. Стебла нерозгалужені, прямовисні, 0,5–1 мм. Листя 0,5–4 мм, складчасті, коли висихають, краї цілі або слабко зубчасті з сосочками, верхівка тупа, найбільш проксимальні листки коротші за найдистальніші. Прикореневі листки в зрілому стані буруваті, з шипуватим остюком. Коробочка широкояйцеподібна, (2)3–4 мм, від блідо-жовтого до зеленувато-жовтого кольору. Спори 6–12 мкм, зеленувато-жовті. Коробочки дозрівають на початку літа. Коли на дозрілі коробочки чиниться тиск, наприклад краплі дощу, спори вилітають на відстань кількох метрів.